# Oxford (stratigrafická jednotka)

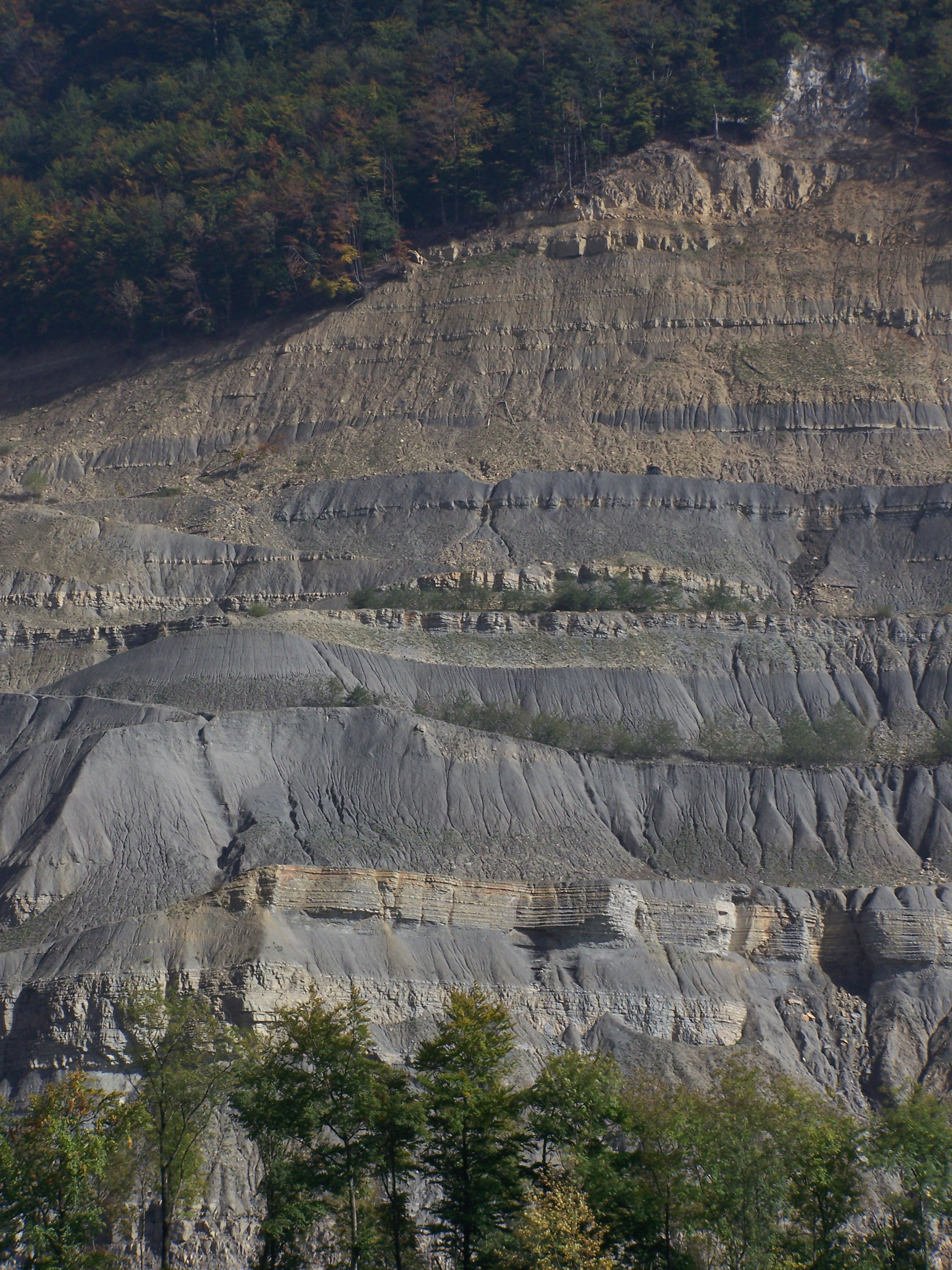
Sedimentární výchozy z období oxfordu (Švýcarsko).

Oxford je název nejstaršího geologického věku epochy pozdní jury, neboli také nejspodnějšího stupně svrchní jury. Jedná se o geologické období, které datujeme do doby před 161,5 ± 1.0 Ma až 154,8 ± 0.8 miliony let. Oxford předchází věk/stupeň callov a následuje po něm věk/stupeň kimmeridž.
Název stanovil francouzský přírodovědec Alcide d'Orbigny v roce 1844 podle města Oxfordu (v jehož okolí se sedimenty z tohoto období hojně vyskytují), sedimentární výchozy tohoto souvrství však mají mnohem větší geografické rozpětí.

## Fauna
V průběhu tohoto období dominují souším celosvětově rozšíření dinosauři, jako jsou teropodi Yangchuanosaurus nebo Afrovenator, sauropodi Mamenchisaurus a Brachytrachelopan nebo ptakopánví dinosauři Jiangjunosaurus, Camptosaurus a mnozí další. Ve vzduchu vládli pterosauři, jako byly rody Sordes nebo Darwinopterus. V mořích dominovali plesiosauři, například rody Cryptoclidus nebo Liopleurodon.
Na území dnešní Jižní Moravy (Švédské šance/valy u Brna) žili také středně velcí draví dinosauři (teropodi), podobní rodu Eustreptospondylus. Fosilní zub jednoho z nich (tzv. Moravská tetanura) byl identifikován v roce 2014.